# Кривой Рог (станция)
Кривой Рог — грузо-пассажирская железнодорожная станция 1-го класса Криворожской дирекции Приднепровской железной дороги на линии Апостолово—Долинская.

## История
Станция была открыта в 1884 году как разъезд Червонное. Название получила от Червоной балки, расположенной севернее. Недалеко от разъезда было основано 12 рудников Червоного пласта, добывающих руды с высоким содержанием железа, которую доставляли подводами на пункты погрузки, что изменило разъезд в грузовую станцию — это, в свою очередь, стимулировало увеличение добычи руды.
Наибольшее развитие станция получила в 1930—1960 годах, современные очертания приобрела в конце 1940-х годов.
Станция была электрифицирована в 1959—1960 годах вместе с электрификацией всей линии Верховцево—Долгинцево—Червонное тогдашней Сталинской железной дороги.
В 1975 году получила название Кривой Рог.
В 2011 году перед вокзалом станции был установлен памятник воинам 6-го отдельного штурмового стрелкового батальона, погибшим во время освобождения Кривого Рога от фашистских захватчиков в феврале 1944 года.

## Характеристика
Станция расположена в Металлургическом районе города Кривой Рог Днепропетровской области между станциями Кривой Рог-Главный (6 км) и Кривой Рог-Западный (7 км).
Длина платформы составляет 125 метров, площадь станции 8,1 тыс. м².
Станция Кривой Рог отправляет грузовые составы с железной рудой, является основной для перевозки продукции металлургического комбината «АрселорМиттал Кривой Рог» и Южного ГОКа.
Станция оборудована современными системами безопасности движения.

### Пассажирское сообщение
Станция Кривой Рог осуществляет обслуживание пригородного транспортного сообщения — на станции останавливаются до 20 пригородных поездов, также на станции останавливается скоростной поезд «Интерсити» № 740/739 сообщением Киев — Кривой Рог.

### Схема
Близлежащие станции и остановочные пункты относительно станции Кривой Рог в обоих направлениях:
| ←            | Остановочный пункт | ↔     | Станция             | ↔    | Станция    | ↔    | Станция            | ↔    | Остановочный пункт | →             |
| ------------ | ------------------ | ----- | ------------------- | ---- | ---------- | ---- | ------------------ | ---- | ------------------ | ------------- |
| на Долинскую | Утешное            | 29 км | Кривой Рог-Западный | 8 км | Кривой Рог | 6 км | Кривой Рог-Главный | 4 км | 93-й километр      | на Верховцево |